# Гославице (Малопольское воеводство)
Гослави́це (пол. Gosławice) — село в Польше, находящееся в гмине Вежхославице Тарнувского повета Малопольского воеводства.

## География
Гославице находится в 3 км от города Вежхославице, 9 км от Тарнува и в 68 км от Кракова.

## История
С 1975 по 1998 год село входило в Тарнувское воеводство.

## Достопримечательности
- C 1992 года в Гославице находится один из двух женских монастырей каносианок.
- Воинское захоронение времён Первой мировой войны.